# Taxis pour cible
Pour plus de détails, voir Fiche technique et Distribution.
Taxis pour cible (3 A.M.) est un film américain réalisé par Lee Davis, sorti en 2001.

## Synopsis
À New York, la vie désabusée et éprouvante de chauffeurs de taxi, alors qu'un assassin rôde en les abattant sans motif apparent.

## Fiche technique
- Titre français : Taxis pour cible
- Titre original : 3 A.M.
- Réalisation : Lee Davis
- Scénario : Lee Davis
- Musique : Branford Marsalis
- Photographie : Enrique Chediak (en)
- Montage : Susan E. Morse
- Production : Sam Kitt & Spike Lee
- Société de production : 40 Acres & A Mule Filmworks
- Société de distribution : Showtime Networks
- Pays :  États-Unis
- Langue : Anglais
- Format : Couleur - Dolby Digital
- Genre : Drame, Romance
- Durée : 88 min

## Distribution
- Danny Glover (VF : Richard Darbois) : Charles 'Hershey' Riley
- Sergej Trifunović (VF : Maurice Decoster) : Rasha
- Pam Grier (VF : Marie-Christine Darah) : Georgia May 'George' Parker
- Michelle Rodriguez (VF : Sylvie Jacob) : Salgado
- Sarita Choudhury (VF : Déborah Perret) : Box
- Paul Calderon (VF : Pierre Laurent) : Ralph
- Bobby Cannavale (VF : Constantin Pappas) : Jose
- Mike Starr : Theo
- Fisher Stevens (VF : Érik Colin) : Haplin
- John Ortiz (VF : Jérôme Rebbot) : Hector
- Marika Dominczyk : Cathy
- Aasif Mandvi : Singh
- Spike Lee (VF : Frantz Confiac) : Le réalisateur
- Anthony 'Treach' Criss : Bass
- Guru : Hook-Off
- Isaac de Bankolé (VF : Frantz Confiac) : Angus
- Roger Rees : Le prêtre
- Rahul Khanna : Morris
- Walt Frazier : Lui-même